# Arabeszk

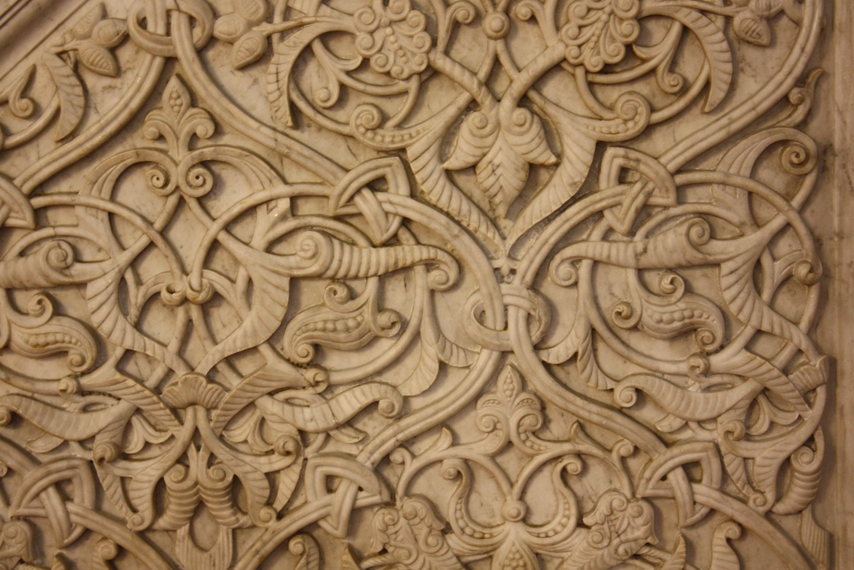
Arabeszk a damaszkuszi Omajjád-mecset egyik kőfaragása

Az arabeszk (másik nevén moreszk) bonyolult, ám szabályos növényi vagy groteszk díszítés.

## Kialakulása

### Kezdetek
Arabeszket a kis-ázsiai kézművesek készítettek először, és ekkor még természetes környezetükben élő madarakat is ábrázolt. Az arabeszket az ókori Kelet népei (például az asszírok) használtak szívesen, de Kr. u. 1000 körül vallási okok miatt elhagyták a madarak, állatok és emberi alakok megörökítését.

### Európában
Európában az arabok és a mórok terjesztették el a középkorban, majd a reneszánsztól a 19. századig kéziratokat, falakat, bútorokat, fémmunkákat és kerámiákat díszítettek velük. Az arabeszk szó a 16. századi Franciaországban arabot jelentett, de fennmaradt egy szótár 1611-ből, ahol a szó jelentése kicsiny, különös, tekergő díszítés.
Az arabeszket a hagyomány szerint Rafaello fedezte fel Rómában, a romok között, míg más nézetek szerint a 16. században, egy régi római barlangra hasonlító épületből kerültek napvilágra, és nevüket is innen kapták (a grotta szóból). Kőarabeszkeket Európában már a 15. században alkottak, ezeket a római sírokban talált stukkók és gipszmodellek alkották. Giuliano Romano, Rafaello és tanítványaik leghíresebb arabeszk alkotásai a vatikáni galériák és loggiák. Rafaello után Giovanni de Udine is készített arabeszkeket.

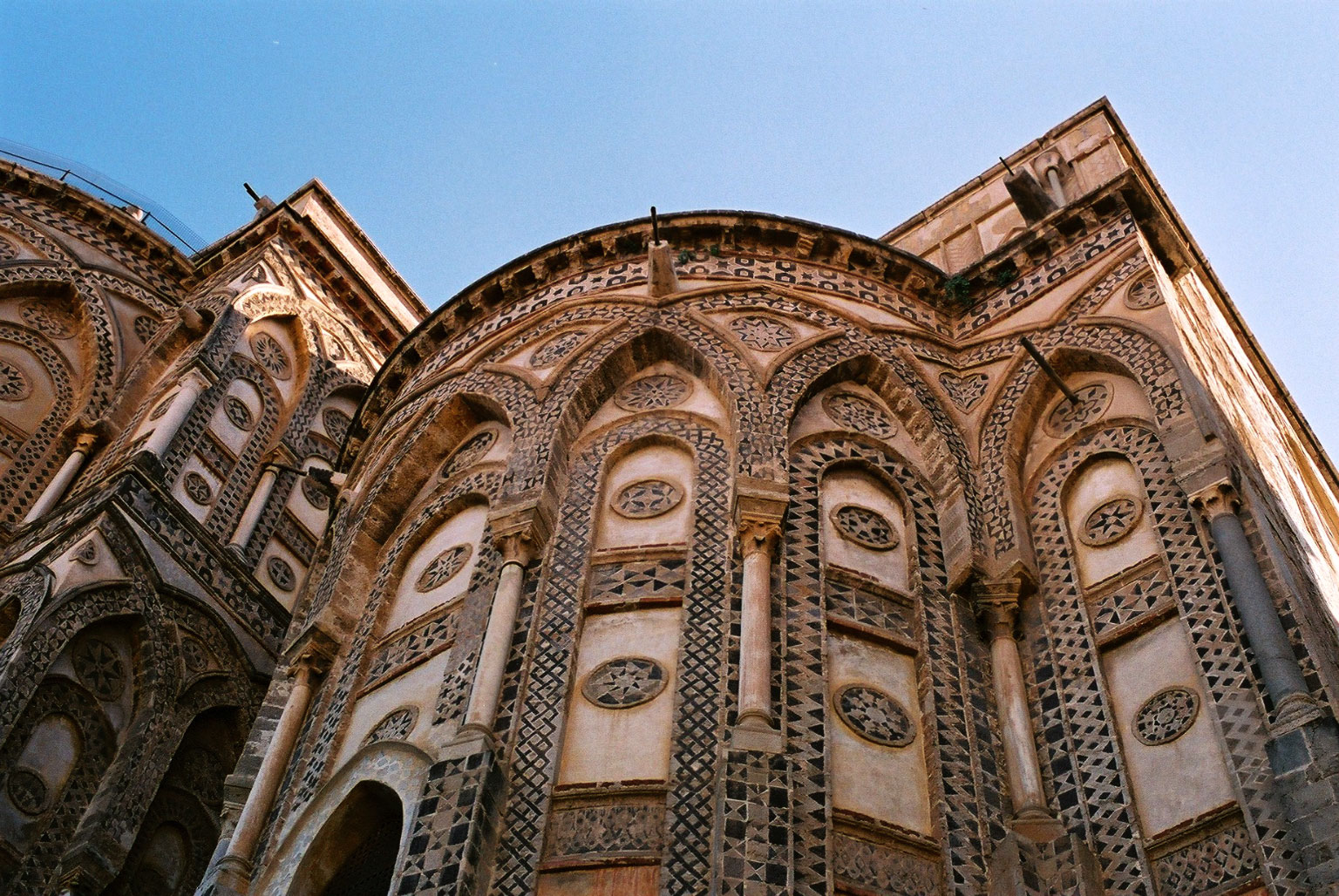
A monrealei székesegyház arabeszkjei

Az építészetben az arabeszkek nehezebb és egyszerűbb formát vettek fel az épületek alsó részén, valamint a nehezebben megmunkálható anyagokban, míg felül és a könnyebb, nemesebb anyagoknál légiesebb és szövevényesebb formát alkottak. Észak-Itáliában és Spanyolországban ezüstből készítették az arabeszkeket, majd az urbinói majolikákon, a milánói vérteken, a firenzei szőnyegeken és a mantovai illuminált kéziratokon jelentek meg.
A reneszánsz korszakában szimmetrikusak voltak az arabeszkek, és megjelentek az emberi alakok, a különböző állatok – halak, madarak –, virágok, növények is.
A barokk időszakában kimentek a divatból, egészen a 18. századig, amikor Herculaneumban több római arabeszket találtak. Caylus gróf 1757-ben jelentette meg a Recueil de peintures antiques (Régi festmények gyűjteménye) című könyvét, és 1770-ben már könyvekben található metszetként jelentek meg Párizsban.
A francia forradalom utáni időszak – az empirizmus formalizmusa – vetett véget az arabeszkek virágzásának.

## Az arabeszk fajtái
A növényi arabeszk csak növényi elemekből áll. Ezek geometriai formát alkotnak, amely az ágak és a levelek kúszónövényszerű, szalagmintás részeiből tevődik össze. A nyomdászatban ornamentumként (ékítményként) használják.
A groteszk arabeszk növényi és állati formákat egyaránt tartalmaz, és ezek nem geometriai, hanem természethű formába illeszkednek. Mivel ember-és állatformákat tartalmaz, csak a nyugati kultúrákban használták. A nyomdászatban dekorációként (díszítményként) jelenik meg.

## Arabeszk a heraldikában
Az arabeszk a heraldikában ornamentális díszítés. Viszonylag ritkán használják, mert ez a fogalom nagyjából megegyezik a damaszkolással.
Ettől eltérő értelemben csak akkor indokolt alkalmazni, ha nem a pajzs ornamentális díszítéséről van szó, hanem a pajzson kívüli alakzatok megnevezésére szolgál és a pajzstartók számára egyfajta talajt képez. Így például egyes szerzőknél a gróf Andrássy család címerében a pajzstartó sasok bronz arabeszken, a báró sárvári Eötvös család pajzstartói arany "arabeszklépcsőn", a báró Fejérváry család pajzstartó oroszlánjai "arabék lépcsőkön", a báró Gutmann család pajzstartói "bronzszínű arabeszk állványon", a báró Jeszenszky család pajzstartói "arab ékezetű aranylépcsőn" állnak.